# Philippe IV de Nassau-Weilbourg
 (juin 2021).
Philippe IV de Nassau-Weilbourg, également connu sous Philippe III de Nassau-Sarrebruck, né le 14 octobre 1542 à Weilbourg et mort le 12 mars 1602 à Sarrebruck, est comte de Nassau-Weilbourg de 1559 jusqu'à sa mort, et à partir de 1574 également comte de Nassau-Sarrebruck. Les deux domaines appartenaient à la branche de Walram de la Maison de Nassau. À Weilbourg, il est le quatrième comte nommé Philippe, mais seulement le troisième à Sarrebruck, parce que son père, Philippe III de Nassau-Weilbourg n'a jamais tenu Nassau-Sarrebruck.

## Biographie
Philippe IV est le fils de Philippe III de Nassau-Weilbourg et de sa troisième épouse, Amélie d'Isenburg-Büdingen.
Philippe IV et son demi-frère aîné, Albert de Nassau-Weilbourg sont élevés dans la foi protestante par Kasper Goltwurm à Neuweilburg Château. Philippe étudie ensuite à l'Université d'Iéna, où il est recteur pendant un certain temps.
Le 4 octobre 1559 à la mort de leur père, Philippe et Albert héritent du comté de Nassau-Weilbourg. Philippe n'a que seize ans, Jean III de Nassau-Sarrebruck, membre senior de la branche de Walram de la Maison de Nassau prend la tutelle. Initialement, les frères Albert et Philippe gouvernent ensemble. Cependant, l'énorme dette qu'ils ont hérité de leur père limite leur capacité à agir. Néanmoins, ils réussissent à améliorer progressivement leur situation financière.

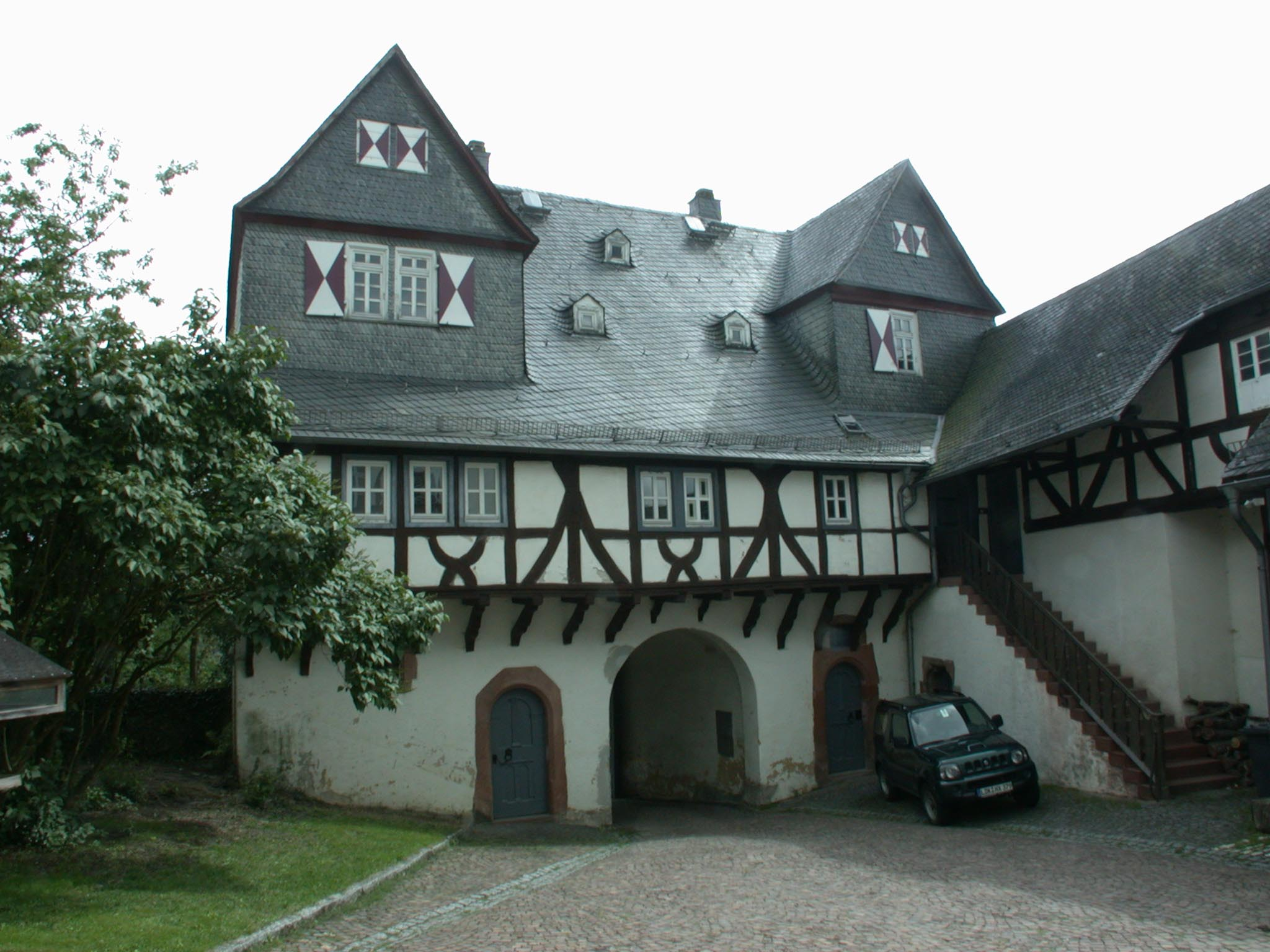
Le corps de garde du château de Neuweilnau, construit pendant le règne de Philippe

Le 15 mai 1561, les frères partagent leur héritage pour la première fois. Albert reçoit le château et le quartier de Weilbourg, tandis que Philippe reçoit le château et le quartier de Neuweilnau. La plus grande partie de leur territoire, et la dette de leur père, cependant, reste la propriété commune. Philippe emménage à Neuweilnau, qui a déjà servi à son père comme une résidence. Entre 1564 et 1566, il agrandit considérablement le château.
Philippe appartient à l'association Wetterau des Comtes du Saint-Empire, où Albert prend un rôle de premier plan. En 1567 et 1568, Philippe rencontre Guillaume Ier d'Orange-Nassau à plusieurs reprises. Il participe à la préparation de la Révolte des gueux contre Ferdinand Alvare de Tolède. Cependant, les attaques contre les pays-bas, en 1568, échouent.
En 1570, Jean III de Nassau-Sarrebruck écrit son testament, nommant ses demi-frères Albert et Philippe comme ses héritiers. Jean n'a pas de progéniture mâle et voulait s'assurer que les comtés et la ville de Sarrebruck, Sarre et Ottweiler soient conservés dans la branche Walram de la Maison de Nassau, conformément au traité de 1491. Dès 1571 Philippe prend la régence et déplace sa résidence de Neuweilnau à Sarrebruck. Dans la même année, Albert et Philippe divisent la partie du comté de Weilbourg qu'ils ont partagé plus tôt. Ils ont également conclu plusieurs traités avec les Landgraviate de Hesse, en divisant les territoires partagés entre Nassau et la Hesse.
Un an plus tard, en 1572, Philippe réussit à séculariser l'abbaye sainte-Marie de Rosenthal. La famille de Nassau a une relation étroite avec l'abbaye. Leur ancêtre Adolphe de Nassau, le seul membre de la famille à être élu roi d'Allemagne, a été provisoirement enterré là-bas.
En 1572, Philip acquiert le château de Wanborn, une structure du XIIe siècle dans les environs de la ville de Sarrebruck, avec un pavillon de la Renaissance avec quatre ailes nommé Philippsborn construit sur place. Ce pavillon a été détruit pendant la Guerre de Trente Ans et seule reste une cave voûtée. Le château de chasse de Forsthaus Neuhaus a été construit plus tard, les vestiges de ce château forment aujourd'hui le centre d'une nature préservée.
Jean III mourut en 1574 et les comtés de Sarrebruck, Sarre et Ottweiler sont revenus à Albert et Philippe de la branche Weilbourg de la Maison de Nassau. Ils ont divisé cet héritage: Philippe reçu Saarbrüchen, Sarrewerden et la Seigneurie de Stauf; Albert reçu Ottweiler, les districts de Hombourg et Kirchheim et les Seigneuries de Lahr et Mahlberg dans la Forêt-Noire.
Leur héritage de Sarrebruck a été contesté dans différents quartiers. Le duc Charles III de Lorraine, demanda le comté de Saarwerden. Cependant, Albert en tant que membre Senior de la branche de Walram de Nassau, a réussi à gagner devant la Cour de cassation. Le différend a duré pendant des années et a menacé à plusieurs reprises de tourner à l'escalade militaire. Ce fut la raison principale pour que Philippe déplace sa résidence principale à Sarrebruck. Sa "maison d'été à Sarrebruck", qui constitue la base de l'actuel Château de Sarrebruck, a servi son lieu de résidence.
L'Électeur Palatin, Frédéric III a également réclamé des pièces de l'héritage. Ici aussi, la Maison de Nassau réussi à l'emporter sur les points essentiels. Plusieurs grands traités ont été fermés, dont l'exacte des droits et des limites de l'Nassau et le Palatinat territoires ont été définis.
Le premier janvier 1575 Philippe a introduit la Réforme dans ses territoires, à l'exemple de la Hesse. L'aumônier de la cour à Sarrebruck, Gebhart de Beilstein de Wetzlar, a été chargé de la mise en œuvre. Les prêtres catholiques étaient convertis à la nouvelle foi ou démis de leurs fonctions; les biens de l'église a été confisqués; les écoles ont été établies et le patronage a été acquis. La célébration de fêtes "païennes", comme Saint Jean de la Veille, et de la danse le dimanche, ont été prohibées par la loi. Philippe a publié une vaste Église. Sa mise en œuvre de la Réforme a intensifié ses différends avec le duché de Lorraine, qui était encore catholique.
Philippe III est mort le 12 mars 1602 à Sarrebruck. Il est enterré dans la crypte de la maison de Nassau-Sarrebruck, dans l'Église Collégiale (aujourd'hui l'Église Évangélique) à Saint-Arnual (qui fait maintenant partie de la ville de Sarrebruck). Philippe n'a pas de fils, ses territoires sont passés son neveu Louis II de Nassau-Weilbourg, qui reunit ensuite tous les territoires de la lignée Walram de Nassau.

## Les mariages et la descendance
Philippe épouse en premières noces Erika de Manderscheid-Blankenheim le 9 avril 1563. Il n'a qu'un enfant :
- Anne-Amélie de Nassau-Sarrebruck (1565-1605), qui épouse Georges V de Nassau-Dillenbourg.

Après la mort d'Ericka en 1581, Philippe épouse en secondes noces le 3 octobre 1583 Élisabeth de Nassau-Dillenbourg, fille de Jean VI de Nassau-Dillenbourg, qui se remariera à Ernest Wolfgang d'Isenburg-Büdingen après la mort de Philippe.